# Ville Formatie

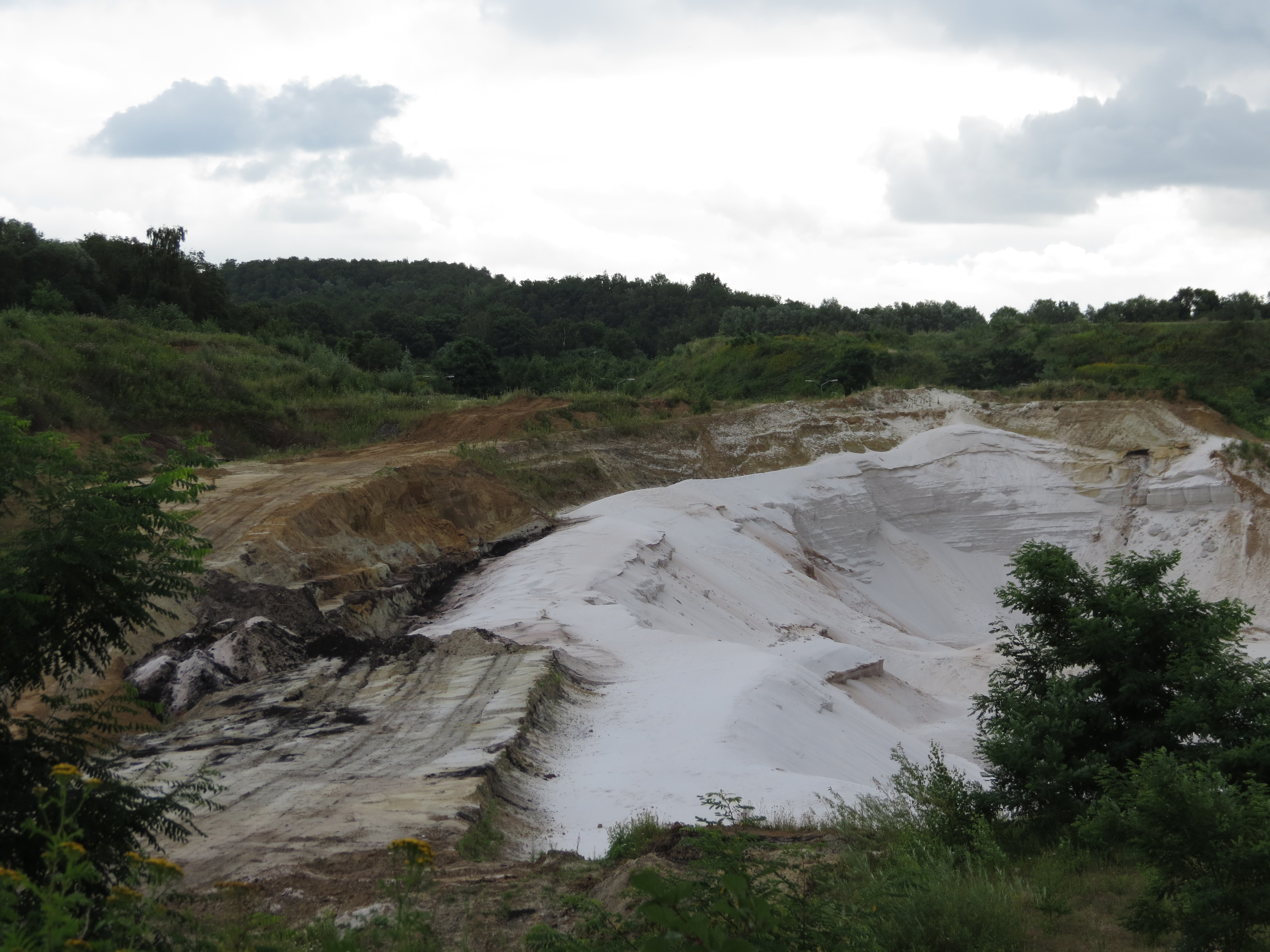
Bruinkool (laag Frimmersdorf) en wit kwartszand (zilverzand) van de Ville Formatie (Zilverzandgroeve Heerenweg West, Heerlen)

De Ville Formatie (Duits: Ville-Formation) is een geologische formatie in de ondergrond van delen van Nederland en het noordwesten van Duitsland. De formatie bestaat uit voornamelijk fluviatiel zilverzand en grind, afgewisseld met bruinkoollagen. Ze hoort bij de Boven-Noordzee Groep en heeft een ouderdom uit het vroeg- tot midden-Mioceen (Burdigalien, Langhien en Serravallien, 20 tot 10 miljoen jaar geleden).
De Ville Formatie is aanwezig in de slenken van de Beneden-Rijnslenk, met name in de Roerdalslenk en het Erftblok ten westen van Keulen. Twee bruinkoollagen zijn over grote afstand te traceren: de Morkenlaag en de Frimmersdorflaag. In Duitsland kunnen deze bruinkoollagen meer dan 100 m dik worden en wordt ze door dagbouw gewonnen. In Nederland werd de bruinkool van de Ville Formatie in de 20e eeuw lokaal in dagbouw ontgonnen in Graetheide, Brunssum, Heerlerheide, Eygelshoven en Haanrade. Het zilverzand wordt in Heerlerheide en Landgraaf gewonnen, lokaal is dit geconsolideerd tot Nivelsteiner zandsteen.
In het oosten ligt de Ville Formatie vertand met de gelijktijdig gevormde mariene Formatie van Breda. In Duitsland ligt de Ville Formatie boven op de oudere Köln-Formation en onder de jongere Inden-Formation.